# نيكولا هوروفسكا
نيكولا هوروفسكا (من مواليد 3 يناير 2001) هي لاعبة ألعاب قوى بولندية متخصص في سباقات السرعة والوثب الطويل. حصلت على الميدالية الذهبية في بطولة بولندا لألعاب القوى داخل الصالات 2022 في سباق 200 متر، فازت بميداليتين ذهبيتين في دورة الألعاب الجامعية العالمية 2021 في تشنغدو في الوثب الطويل وفي سباق 200 متر.